# Szczybały Giżyckie
Szczybały Giżyckie (deutsch Sczyballen (Ksp. Rydzewen), 1928 bis 1945 Schönballen) ist ein Dorf in der polnischen Woiwodschaft Ermland-Masuren und gehört zur Gmina Giżycko (Landgemeinde Lötzen) im Powiat Giżycki (Kreis Lötzen).

## Geographische Lage
Szczybały Giżyckie liegt im nördlichen Osten der Woiwodschaft Ermland-Masuren, acht Kilometer südwestlich der Kreisstadt Giżycko (Lötzen).

## Geschichte
Gegründet wurde das frühere Sczyballen im Jahre 1554 und erhielt im Laufe der Zeit Namensformen wie Sciballen (um 1785) und Szyballen (nach 1898). Im Jahre 1563 verschrieb der Hauptmann Lorenz von Halle 22 Hufen in Sczyballen, 1785 wurde es ein Dorf „am See Lewentin“ mit 19 Feuerstellen und 1818 mit 26 Feuerstellen und 170 Seelen genannt.
Zwischen 1874 und 1945 war das Dorf in den Amtsbezirk Bogatzewen (polnisch Bogaczewo) eingegliedert, der – 1928 in „Amtsbezirk Reichensee“ umbenannt – zum Kreis Lötzen im Regierungsbezirk Gumbinnen (1905 bis 1945: Regierungsbezirk Allenstein) in der preußischen Provinz Ostpreußen gehörte.
Im Jahre 1910 waren in Sczyballen 270 Einwohner registriert. Ihre Zahl verringerte sich bis 1933 auf 246 und belief sich 1939 noch auf 209.
Aufgrund der Bestimmungen des Versailler Vertrags stimmte die Bevölkerung im Abstimmungsgebiet Allenstein, zu dem Sczyballen gehörte, am 11. Juli 1920 über die weitere staatliche Zugehörigkeit zu Ostpreußen (und damit zu Deutschland) oder den Anschluss an Polen ab. In Sczyballen stimmten 140 Einwohner für den Verbleib bei Ostpreußen, auf Polen entfielen keine Stimmen.
Am 24. Oktober 1928 wurde Sczyballen in „Schönballen“ umbenannt. In Kriegsfolge kam der Ort 1945 mit dem südlichen Ostpreußen zu Polen und erhielt die polnische Namensform „Szczybały Giżyckie“. Heute ist er  Sitz eines Schulzenamtes (polnisch sołectwo), in das der Nachbarort Gorazdowo (Thiemau) eingeschlossen ist. Er gehört damit als Ortsteil zur Gmina Giżycko (Landgemeinde Lötzen) im Powiat Giżycki (Kreis Lötzen), vor 1998 der Woiwodschaft Suwałki, seither der Woiwodschaft Ermland-Masuren zugeordnet.

## Kirche
Vor 1945 war Sczyballen resp. Schönballen in die evangelische Kirche Rydzewen (polnisch Rydzewo) in der Kirchenprovinz Ostpreußen der Kirche der Altpreußischen Union und in die Katholische Pfarrkirche St. Bruno Lötzen im Bistum Ermland eingepfarrt. 
Heute gehört Szczybały Giżyckie zur Evangelischen Pfarrkirche in Giżycko in der Diözese Masuren der Evangelisch-Augsburgischen Kirche in Polen bzw. zur katholischen Pfarrei in Sterławki Wielkie (Groß Stürlack) mit der Filialkapelle in Sterławki Małe (Klein Stürlack) im Bistum Ełk (Lyck) der Römisch-katholischen Kirche in Polen.

## Schule
In Schönballen bestand bis 1945 eine zweiklassige Volksschule.

## Verkehr
Szczybały Giżyckie liegt an der bedeutenden polnischen Landesstraße DK 59 (frühere deutsche Reichsstraße 140), die die Kreisstädte Giżycko (Lötzen) und Mrągowo (Sensburg) miteinander verbindet und weiter bis nach Rozogi (Friedrichshof) im Powiat Szczycieński (Kreis Ortelsburg) führt. Von den Nachbarorten Sterławki Wielkie (Groß Stürlack) und Bogaczewo (Bogatzewen, 1928 bis 1945 Reichensee) ist Szczybały Giżyckie über Nebenstraßen zu erreichen.
Eine Bahnanbindung besteht nicht.